# Табун (вещество)
Табу́н (нем. Tabun) — фосфорорганическое соединение, этиловый эфир диметиламида цианофосфорной кислоты, бесцветная, подвижная, с приятным фруктовым запахом жидкость с температурой кипения 220 °C, температурой плавления −50 °C, плохо растворим в воде (около 12 %), хорошо в органических растворителях. Относится к боевым отравляющим веществам нервно-паралитического действия, состоял на вооружении под условными обозначениями «трилон 83», «T83», «D7» и «Gelan».
После появления на вооружении в начале 50-х годов XX века зомана и зарина утратил своё военное значение, однако был внесён Конвенцией ООН о запрещении химического оружия 1993 года в список токсических химикатов 1-А.

## История появления
Табун впервые был синтезирован в 1936 году немецким химиком Герхардом Шрадером (Третий рейх). Перед Второй мировой войной он возглавлял научно-исследовательскую лабораторию концерна «И. Г. Фарбениндустри» в Леверкузене, и при поиске эффективных инсектицидов им был обнаружен ряд высокотоксичных фторсодержащих соединений, среди которых были фторорганиды кислот фосфора. Эта находка немедленно нашла применение в военно-химической области, а Г. Шрадер полностью переключился на изучение фосфорорганических веществ. В этом же году первые образцы «трилона 83», названного впоследствии табуном, были переданы для оценки боевой эффективности в химическую лабораторию военно-технического института в Шпандау (недалеко от Берлина). В сентябре 1939 года концерн «И. Г. Фарбениндустри» получил государственный заказ на постройку промышленного предприятия по производству табуна с проектной мощностью 1000 тонн в месяц. Первые 138 тонн табуна были получены в сентябре 1942 года, а в мае 1943 года завод достиг заявленных мощностей, хотя и продолжал работать с недогрузкой. Однако это не помешало нацистской Германии накопить к концу Второй мировой войны запас табуна в 8770 тонн. В Баасистском Ираке в 1984—1986 годах Государственное учреждение Мутана занималось производством табуна в промышленных масштабах.

## Синтез и свойства
Табун получают последовательным взаимодействием хлорокиси фосфора POCl3 с избытком диметиламина, затем с этанолом и цианидом калия:
POCl3 + 2(CH3)2NH {\displaystyle \to } (CH3)2NP(O)Cl2 + (CH3)2NH•HCl
(CH3)2NP(O)Cl2 + C2H5OH {\displaystyle \to } (CH3)2NP(O)ClOC2H5 + HCl
(CH3)2NP(O)ClOC2H5 + KCN {\displaystyle \to } (CH3)2NP(O)(CN)OC2H5 + KCl
Медленно гидролизуется водой, в кислой среде гидролиз ускоряется, при этом происходит отщепление диметиламина:
(CH3)2NP(O)(CN)OC2H5 + H2O + HCl {\displaystyle \to } (CH3)2NH•HCl + HOP(O)(CN)OC2H5
Быстро гидролизуется в растворах щелочей, отщепляя цианид-ион:
(CH3)2NP(O)(CN)OC2H5 + NaOH {\displaystyle \to } (CH3)2NP(O)(OH)OC2H5 + NaCN
Легко взаимодействует с растворами аммиака и аминов, что используется для дегазации табуна. Продукты дегазации ядовиты, так как содержат соли синильной кислоты.

## Токсичность
Табун — ядовит, высокотоксичен, нервно-паралитическое отравляющее вещество (ОВ), ингибитор холинэстеразы. Смертельная концентрация табуна в воздухе 0,4 мг/л (1 мин.), при попадании на кожу в жидком виде — 50-70 мг/кг; в концентрации 0,01 мг/л (2 мин.) табун вызывает сильный миоз (сужение зрачка). ЛД50 для крыс орально состовляет 3,7 мг/кг. Защитой от табуна служит противогаз в сочетании с защитным комбинезоном, антидоты холинолитического действия, например атропин, тарен.